# Савинская (Орехово-Зуевский район)
Савинская — деревня в Московской области. Входит в Орехово-Зуевский городской округ. Население — 1587 чел. (2010).

## Расположение
Деревня Савинская расположена в восточной части Орехово-Зуевского района, примерно в 22 км к юго-востоку от города Орехово-Зуево. Высота над уровнем моря 145 м.

## История

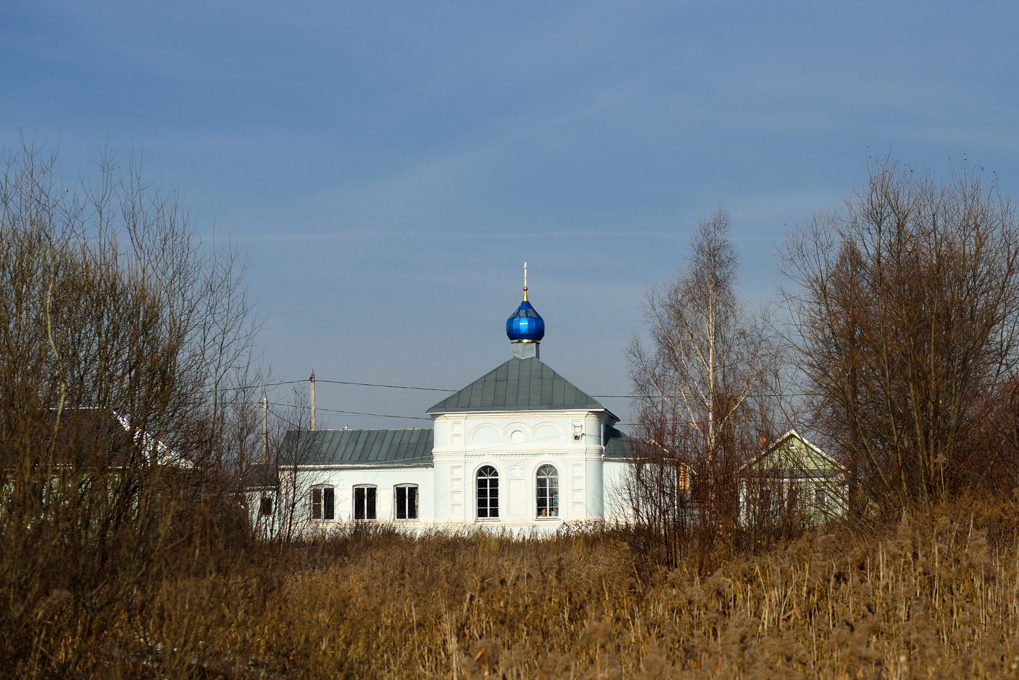
Церковь иконы Божией Матери «Взыскание Погибших» село Савинское

В переписных книгах 1678 года половина деревни Савинской значится за Иовом Яковлевичем Димитриевым, на его половине было тогда 2 двора крестьянских и 2 двора задворных людей.
В конце XIX — начале XX века деревня входила в Яковлевскую волость Покровского уезда Владимирской губернии.
В 1926 году деревня входила в Саввинский сельсовет Яковлевской волости Орехово-Зуевского уезда Московской губернии.
До 2006 года Савинская входила в состав Белавинского сельского округа Орехово-Зуевского района. С 2006 до 2018 гг. входила в состав сельского поселения Белавинское.

## Население
В 1905 году в деревне проживало 331 человек (44 дворов). В 1926 году в деревне проживало 325 человек (127 мужчин, 198 женщин). По переписи 2002 года — 1602 человека (739 мужчин, 863 женщины).
| 1926 | 2002  | 2006  | 2010  |
| ---- | ----- | ----- | ----- |
| 325  | ↗1602 | ↗1648 | ↘1587 |